# Reichswehr

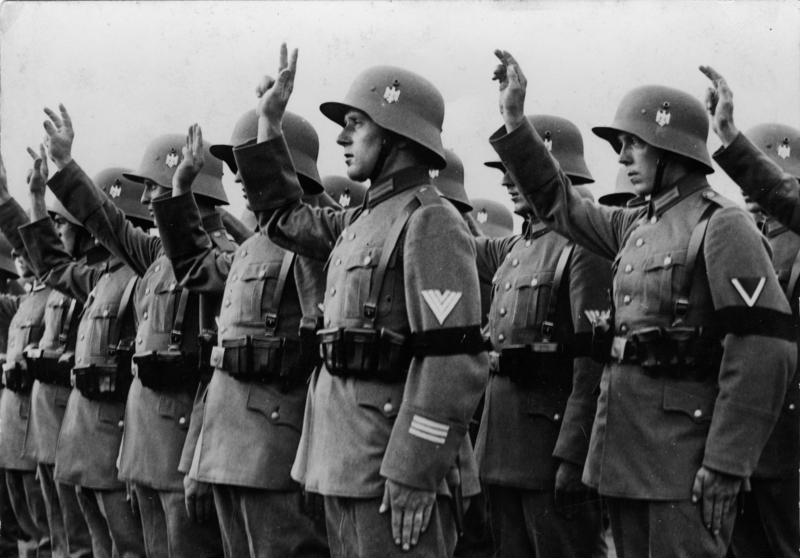
Přísaha Hitlerovi

Vlajka Reichswehru

Reichswehr (dosl. Říšská obrana) byly ozbrojené síly meziválečné německé republiky v letech 1919 až 1935. Protože Německo nemohlo dle Versailleské mírové smlouvy disponovat velkou vojenskou silou, počet mužů reichswehru byl omezen na 100 000 v pozemním vojsku a 15 000 mužů námořnictva, včetně důstojníků. Vrchním velitelem byl dle Výmarské ústavy prezident republiky, v době míru vydával rozkazy ministr obrany jako jeho zástupce. Na špičce vojenské hierarchie stál náčelník vojenského velení. Významným náčelníkem vojenského velení byl generál Hans von Seeckt, který se snažil vytvořit z reichswehru stát ve státě a trval na jeho nezávislosti na politickém dění. V roce 1935 z něj vznikl wehrmacht.
| Německá armáda         | Německá armáda | Německá armáda      |
| ---------------------- | -------------- | ------------------- |
| Předchůdce: Reichsheer | Reichswehr     | Nástupce: Wehrmacht |